# Brant (Alberta)
Pour les articles homonymes, voir Brant.
Brant est un hameau (hamlet) du Comté de Vulcan, situé dans la province canadienne d'Alberta.